# По-различна, също като мен
„По-различна, също като мен“ (на английски: Same Kind of Different as Me) е американска християнска драма от 2017 г. на режисьора Майкъл Карни (в режисьорския му дебют), по сценарий на Рон Хол, Александър Форд и Майкъл Карни. Той е базиран на едноименната книга през 2006 г., написан от Рон Хол, Денвър Мур и Лин Винсънт. Във филма участват Грег Киниър, Рене Зелуегър, Джимон Унсу, Оливия Холт, Джон Войт и Стефани Лий Шлънд. Филмът е пуснат на 20 октомври 2017 г. от „Пюк Фликс Ентъртейнмънт“.